# Jerzy Ceranowski
Jerzy Ceranowski (ur. 2 kwietnia 1951 w Gdyni, zm. 27 stycznia 2022 w Zalesiu Królewskim) – polski inżynier i samorządowiec, w latach 1990–1993 prezydent Kutna, następnie do 1994 wicewojewoda płocki.

## Życiorys
Syn Filipa i Ireny. Ukończył w 1974 studia na Wydziale Elektroniki i Elektrotechniki Wyższej Szkoły Inżynierskiej w Bydgoszczy. Przez kilkanaście lat pracował w Zakładach Podzespołów Radiowych Miflex w Kutnie. W 1980 został członkiem „Solidarności”, wchodził w skład komitetu założycielskiego związku w swoim zakładzie pracy i prezydium MKZ Ziemi Kutnowskiej. Po wprowadzeniu stanu wojennego został internowany na okres od grudnia 1981 do kwietnia 1982. W 1989 stanął na czele lokalnego Komitetu Obywatelskiego. W 1990 objął stanowisko prezydenta Kutna. W latach 1993–1994 pełnił funkcję wicewojewody płockiego. Po odejściu z administracji publicznej zajął się prowadzeniem własnej działalności gospodarczej. W wyborach w 2006 uzyskał mandat radnego Kutna z ramienia Prawa i Sprawiedliwości. W 2010 objął stanowisko dyrektora wydziału rozwoju miasta w urzędzie miasta w Płocku. W 2014 ponownie kandydował do rady powiatu.
Pochowany na cmentarzu parafialnym w Świekatowie.

## Odznaczenia
W 2020 został odznaczony Odznaką Honorową za Zasługi dla Województwa Łódzkiego.